# 연지동 (정읍시)
연지동(蓮池洞)은 대한민국 전북특별자치도 정읍시의 동이다. 면적은 1.71km²이고, 인구는 2024년 7월을 기준으로 3,360명이다.
원래 정읍현(井邑縣) 군내면(郡內面)으로 1914년 행정구역 개편에 정읍군 정읍면 연지리 (井邑面 蓮池里)가 되어 분리(分里)는 연지리(蓮池里), 죽지리(竹支里), 서외리 (西外里)일부로 편성 되었는데 1931년 4월 1일 읍(邑) 승격으로 분리(分里)의 구역이 연지(蓮池), 서연지(西蓮池), 죽림(竹林), 미창(米倉), 명덕(明德)동으로 나누어 졌다. 『蓮池』의 동명은 옛날 이곳에 연못(蓮池)이 있어 여기에서 유래한 것이다. 연지동(蓮池洞)은 예나 지금이나 교통의 요지였다. 고려(高麗)이후 이곳에는 연지원 (蓮池院, 혹 迎支院)이 있어 교통에 이용되어 왔다. 1914년 호남선 철도개통에 정읍역(驛)이 들어서게 되니 1천년 동안 교통의 요지로 이어온 셈이다. 

## 연혁
- 삼국 및 통일신라시대 : 초산도리비리국 죽지동 연지현(정읍현지, 1888년간)
- 조선시대 : 정읍현 군내면(정읍군지, 1970년간)
- 1914년 3월 1일 정읍군 정읍면 연지리(행정구역 개편 / 연지리, 죽지리, 서외리 3분리로 구성)
- 1931년 4월 1일 정읍군 정주읍 연지리(읍승격으로 연지리, 죽림동, 미창동, 서연지동, 명덕동 5개분리 구성)
- 1981년 7월 1일 정주시 연지동(정주읍에서 정주시 승격)
- 1995년 1월 1일 정읍시 연지동(정주시, 정읍군 통합)

## 문화재 및 관광 자원
- 정읍 정혜사 석조보살입상 - 전북특별자치도 유형문화유산
- 이화 개국공신록권 - 국보 제 232호
- 정읍 죽림폭포공원

## 행정 구역
- 연지동

## 학교
- 정읍서초등학교